# Ethan Nwaneri
Ethan Chidiebere Nwaneri (* 21. März 2007) ist ein englischer Fußballspieler, der beim FC Arsenal unter Vertrag steht. Nwaneri ist nigerianischer Abstammung.

## Club-Karriere
Nwaneri spielt seit seinem neunten Lebensjahr für den FC Arsenal. Im Alter von 15 Jahren und 181 Tagen gab er im September 2022 sein Pflichtspieldebüt für den Club aus London und war damit der bis dahin jüngste Debütant der Premier League. Er wurde in der letzten Minute der Nachspielzeit in der Partie gegen den FC Brentford eingesetzt. Sein Platz im Kader war dabei der langen Verletztenliste seines Clubs geschuldet.
Ende März 2024 unterschrieb Nwaneri einen Profivertrag.
Am 25. September 2024 erzielte Nwaneri sein erstes Tor in der senioren Mannschaft, als er in der dritten Runde des EFL-Pokals gegen die Bolton Wanderers einen Doppelpack erzielte und die Gunners zu einem 5:1-Sieg führte. In der darauffolgenden Runde erzielte er gegen Preston North End ein Tor mit einem Schuss von außerhalb des Strafraums. Sein erstes Tor in der Premier League erzielte er am 23. November beim 3:0-Heimsieg von Arsenal gegen Nottingham Forest, nachdem er in der 82. Minute eingewechselt worden war. Damit war er mit 17 Jahren und 247 Tagen der neuntjüngste Torschütze in der Geschichte der Liga.
Am 4. Januar 2025 erzielte Nwaneri beim 1:1-Unentschieden gegen Brighton & Hove Albion ein Tor und war damit nach Michael Owen und Wayne Rooney der dritte Spieler einer Premier-League-Mannschaft, der in einer Saison mindestens fünf Tore in allen Wettbewerben erzielte, bevor er 18 Jahre alt wurde.
Am 29. Januar 2025 erzielte Nwaneri beim 2:1-Sieg des FC Arsenal gegen FC Girona sein erstes Tor in der Champions League. Vier Tage später, am 2. Februar, erzielte Nwaneri den fünften und letzten Treffer beim 5:1-Sieg gegen Manchester City, als er in der Nachspielzeit von der Strafraumgrenze aus traf. Zum Man of the Match wurde Nwaneri nach seiner Leistung gegen Leicester City gewählt, als er beim 2:0-Sieg zweimal den Pfosten traf und eine Vorlage für Mikel Merino lieferte.

## Internationale Karriere
Nwaneri ist durch seine Eltern berechtigt, Nigeria zu vertreten, hat sich aber dafür entschieden, England in der Jugend zu vertreten. Nachdem er sich in der Qualifikation durchgesetzt hatte, wurde Nwaneri in den Kader Englands für die UEFA U-17-Fußball-Europameisterschaft 2023 am 17. Mai 2023 berufen. Im Eröffnungsspiel gegen Kroatien erzielte er den Siegtreffer.
Am 2. November 2023 wurde Nwaneri in den Kader Englands für die FIFA U-17-Fußball-Weltmeisterschaft 2023 aufgenommen. Sein einziges Tor des Turniers erzielte er im ersten Gruppenspiel gegen Neukaledonien in Jakarta.
Am 20. Mai 2024 wurde Nwaneri in den Kader Englands für die U-17-Fußball-Europameisterschaft 2024 aufgenommen. Im Eröffnungsspiel des Turniers erzielte er erneut ein Tor, dieses Mal beim 4:0-Sieg gegen Frankreich. Nwaneri traf auch beim Sieg in der Gruppenphase gegen Spanien. Sein drittes und letztes Tor des Turniers erzielte er im Viertelfinale gegen Italien.
An seinem 18. Geburtstag, dem 21. März 2025, gab Nwaneri sein Debüt für Englands U21 als Einwechselspieler bei der 3:5-Niederlage gegen Frankreich in Ent. Nur drei Tage später erzielte er bei seinem vollständigen Debüt sein erstes Tor für Englands U21 im 4:2-Sieg gegen Portugal.

## Titel
- U21-Europameister: 2025